# Liste der Monuments historiques in Heiltz-le-Hutier
Die Liste der Monuments historiques in Heiltz-le-Hutier führt die Monuments historiques in der französischen Gemeinde Heiltz-le-Hutier auf.

## Liste der Objekte
| Bezeichnung                           | Beschreibung                       | Standort                     | Kennzeichnung | Schutzstatus | Datum | Bild |
| ------------------------------------- | ---------------------------------- | ---------------------------- | ------------- | ------------ | ----- | ---- |
| Zwei Reliefs mit Aposteldarstellungen | Stein, Anfang des 16. Jahrhunderts | in der Kirche St-Remi (Lage) | PM51000480    | Classé       | 1911  |      |